# Hiszam Abd al-Wahhab Abd al-Mumin
Hiszam Abd al-Wahhab Abd al-Mumin (arab. هشام عبد الوهاب عبد المؤمن; ur. 24 sierpnia 1977)  – egipski zapaśnik walczący w stylu wolnym. Trzykrotny uczestnik mistrzostw świata. Zajął jedenaste miejsce w 2001. Złoty medalista igrzysk afrykańskich w 1999; srebrny w 2003 i brązowy w 2007. Zdobył dziewięć medali na mistrzostwach Afryki; w tym siedem złotych, w 1997, 1998, 2000, 2004, 2005, 2006 i 2007. Wicemistrz igrzysk śródziemnomorskich w 2001 i 2005; czwarty w 2001 w stylu klasycznym i piąty w 1997. Triumfator igrzysk panarabskich w 1997 i 1999. Mistrz arabski w 1997 i 2007. Trzeci w Pucharze Świata w 2001 roku.